# Jean-Claude Bradley

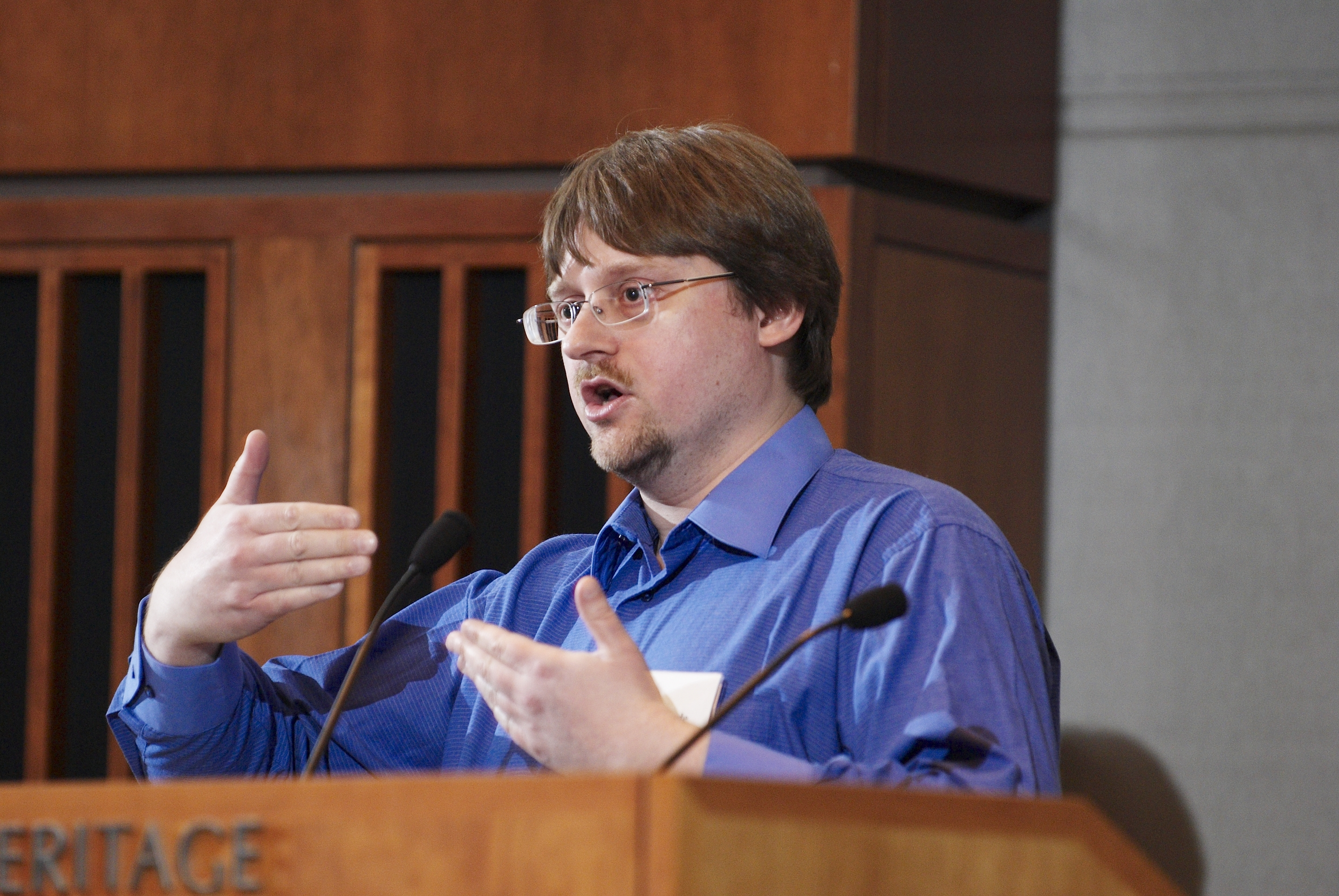
Jean-Claude Bradley (2008)

Jean-Claude Bradley (* 1968; † 12. Mai 2014) war ein außerordentlicher Professor für Chemie an der Drexel University, der sich aktiv für Open Science in der Chemie einsetzte, auch im Weißen Haus, wofür er 2007 mit dem Blue Obelisk Award ausgezeichnet wurde. Er prägte den Begriff „Open Notebook science“. Er starb im Mai 2014. Am 14. Juli 2014 fand an der University of Cambridge ein Gedenk-Symposium statt.
Ein Ergebnis seiner Arbeit mit dem Open Notebook ist die Sammlung der physikalisch-chemischen Eigenschaften organischer Verbindungen, die er untersuchte. Alle diese Daten stellte er als Open Data unter der Creative-Commons-Lizenz zur Verfügung. So veröffentlichten Bradley et al. 2009 ihre Arbeiten zur Bereitstellung von Löslichkeitsdaten für organische Verbindungen als offene Daten. Später wurde der Schmelzpunkt-Datensatz, an dem er zusammen mit Andrew Lang und Antony Williams arbeitete, bei Figshare veröffentlicht. Beide Datensätze wurden auch als Bücher über die Self-Publishing-Plattform Lulu.com veröffentlicht.
Er bloggte ausgiebig und trug zu mindestens 25 einzelnen Blogs bei. In einem Interview mit Bora Zivkovic aus dem Jahr 2008 mit dem Titel „Doing Science Publicly“ sprach er über seine Arbeit und seine Online-Präsenz. Im Jahr 2010 führte er ein ausführliches Interview mit Richard Poynder über die Auswirkungen der Open-Notebook-Wissenschaft.

## Publikationen (Auswahl)
- The synthesis and reactivity of 2-benzylidenebenzocyclobutenones and derivatives, University of Ottawa, 1993 (Hochschulschrift) OCLC 872645529
- Mit Andrew SID Lang, Chemistry in Second Life, 2009 OCLC 1186002044
- Optimization of the Ugi Reaction Using Parallel Synthesis and Automated Liquid Handling, MyJoVE Corp, Cambridge, MA 2016 OCLC 1226713557